# Пономарёва, Варвара Витальевна
Варвара Витальевна Пономарёва (род. 9 июля 1960) — российский историк, специалист по истории русской культуры XVIII-нач. XX вв., специализируется на женском образовании в Российской Империи. Сотрудник Исторического факультета МГУ.

## Биография
Окончила исторический факультет МГУ, специализировалась по кафедре Отечественной истории периода феодализма, дипломная работа по истории Новгорода Великого (под руководством В. Л. Янина). В 1992 года защитила кандидатскую диссертацию по теме «Сборники кружка „Беседа“ и формирование программы российского либерализма начала XX века» (научный руководитель — А. А. Левандовский).
В своих книгах, написанных в соавторстве с коллегой Л. Б. Хорошиловой, Пономарёва рассматривает историю русской семьи, место женщины в обществе, историю образования. Их двухтомник посвящён истории женского образования и воспитания в России второй половины XVIII—XIX вв., созданию системы женского образования, разных видов женских учебных заведений. Неотъемлемой частью исследования стала история семьи, включившейся в процесс воспитания девушки «новой культуры». В проекте «Университет для России» история Московского университета им. М. В. Ломоносова предстает не только как история учебно-научного учреждения, но и как уникального культурного центра, игравшего громадную роль в духовной и интеллектуальной жизни России.
Член Международной ассоциации искусствоведов, член Московского общества испытателей природы.
Куратор выставок к 240-летию Московского университета (1995) и «Московский университет в Великой Отечественной войне» (1995).

## Книги
- Закрытые женские институты Российской империи. 1764—1855. Начало формирования отечественной системы женского образования. М., 2019

В соавторстве с Л. Б. Хорошиловой:
- Университет для России: Взгляд на историю культуры XVIII столетия. М., 1997
- Университет для России. Т. 2. Московский университет александровской эпохи. М., 2001
- Университет для России. Университетский Благородный пансион. Т. 3. М., 2006
- Университет для России. Т.4. Московский университет в николаевскую эпоху. М., 2012
- Мир русской женщины: воспитание, образование, судьба. Конец XIX — начало XX в. М., 2007[2]; 2-е изд. М., 2018.
- Мир русской женщины: Семья, Профессия, Домашний уклад. XVIII — начало XX в. М., 2009; 2-е изд. М., 2016

в соавторстве:
- История России: XIX век. Мультимедиа-учебник для подготовки к ЕГЭ. М, 2011

Редактировала и опубликовала книгу своего отца: В. Г. Радченко, «Байки деда Игната» (воспоминания казака-конвойца), 2008